# Лливарх Старый
Лливарх Старый (англ. Llywarch Hen) (около 534 — около 608) — король Южного Регеда во второй половине VI века.

## Биография
Лливарх родился примерно в 534 году. В 560 году он унаследовал трон от своего отца Элидира.
В конце 580-х годов вступил в коалицию со своим двоюродным братом Уриеном против англов Берниции. После смерти Уриена он заключил союз с его сыном.
В Bonedd Gwŷr y Gogledd его рождение датируется 534 годом, а смерть— 608 годом. Таким образом, к моменту смерти ему было около 80 лет: соответственно и прозвище «Старый» . Тем не менее, некоторые исторические источники перечисляют разные его годы рождения и смерти, при этом его возраст ко смерти достигает 105 или даже 150 лет.
Дальний потомок Лливарха, Мервин Веснушчатый, в 825 году стал королём Гвинеда, сохранив за собой титул «Наследник Южного Регеда».
Лливарх стал прототипом сэра Ламорака из артуровских легенд.
Лливарх Старый был отцом множества сыновей, большинство из которых погибли в боях с англосаксам, а также пяти дочерей.